# 北京沙河机场
沙河机场是位于中华人民共和国北京市昌平区的一座军用机场，隶属于中国人民解放军空军第三十四师。1971年九一三事件期间，林彪手下周宇驰、于新野及李伟信从沙河机场乘直升机出逃，最后被迫降，周宇驰及于新野开枪自杀身亡，李伟信被捕。
2009年中华人民共和国国庆阅兵前，曾在此设立阅兵村，供徒步方阵训练。